# Ильин, Виктор Акимович
Виктор Акимович Ильин (29.01.1907—1997) — советский конструктор, лауреат Сталинской премии.

## Биография
Родился 29 января 1907 года в пос. Мотовилиха Пермской губернии.
Окончил Пермский механический техникум.
С 1926 года работал на Мотовилихинском заводе (Завод № 172): чертежник, зам. главного конструктора, начальник ОКБ.
В довоенный и военный период участвовал в модернизации и разработке орудий: 122-мм полевой гаубицы образца 1910/1930; 152-мм крепостной гаубицы образца 1909/1930; 76-мм полевой пушки образца 1933; 152-мм гаубиц-пушек МЛ-15 и МЛ-20; 152-мм гаубицы М-10; 122-мм гаубицы М-30; 107-мм пушки М-60; самоходных орудий СУ-152 и др.
В послевоенное время участвовал в разработке полевых (М-46, М-47, М-99), танковых (М-62-Т) и зенитных (КМ-52) орудий.

## Награды
- Сталинская премия I степени (10 апреля 1942) — за разработку новых типов артиллерийского вооружения
- Орден Трудового Красного Знамени (1943)
- Орден Красной Звезды (1939)
- Орден Отечественной войны II степени (1945)
- медали